# Rutger ten Velde
Rutger ten Velde (Arnhem, 5 de marzo de 1997) es un jugador de balonmano neerlandés que juega de extremo izquierdo en el Frisch Auf Göppingen. Es internacional con la selección de balonmano de los Países Bajos.
Su primer gran campeonato con la selección fue el Campeonato Europeo de Balonmano Masculino de 2022.

## Clubes
| Club                 | País         | Año         |
| -------------------- | ------------ | ----------- |
| HV KRAS/Volendam     | Países Bajos | 2014 - 2017 |
| Wilhelmshavener      | Alemania     | 2017 - 2021 |
| TuS Ferndorf         | Alemania     | 2021 - 2024 |
| Frisch Auf Göppingen | Alemania     | 2024 - Act. |